# Silene akiyamae
Silene akiyamae är en nejlikväxtart som beskrevs av Rajbh. och Mits.Suzuki. Silene akiyamae ingår i släktet glimmar, och familjen nejlikväxter. Inga underarter finns listade i Catalogue of Life.